# Ricardo González (coureur)

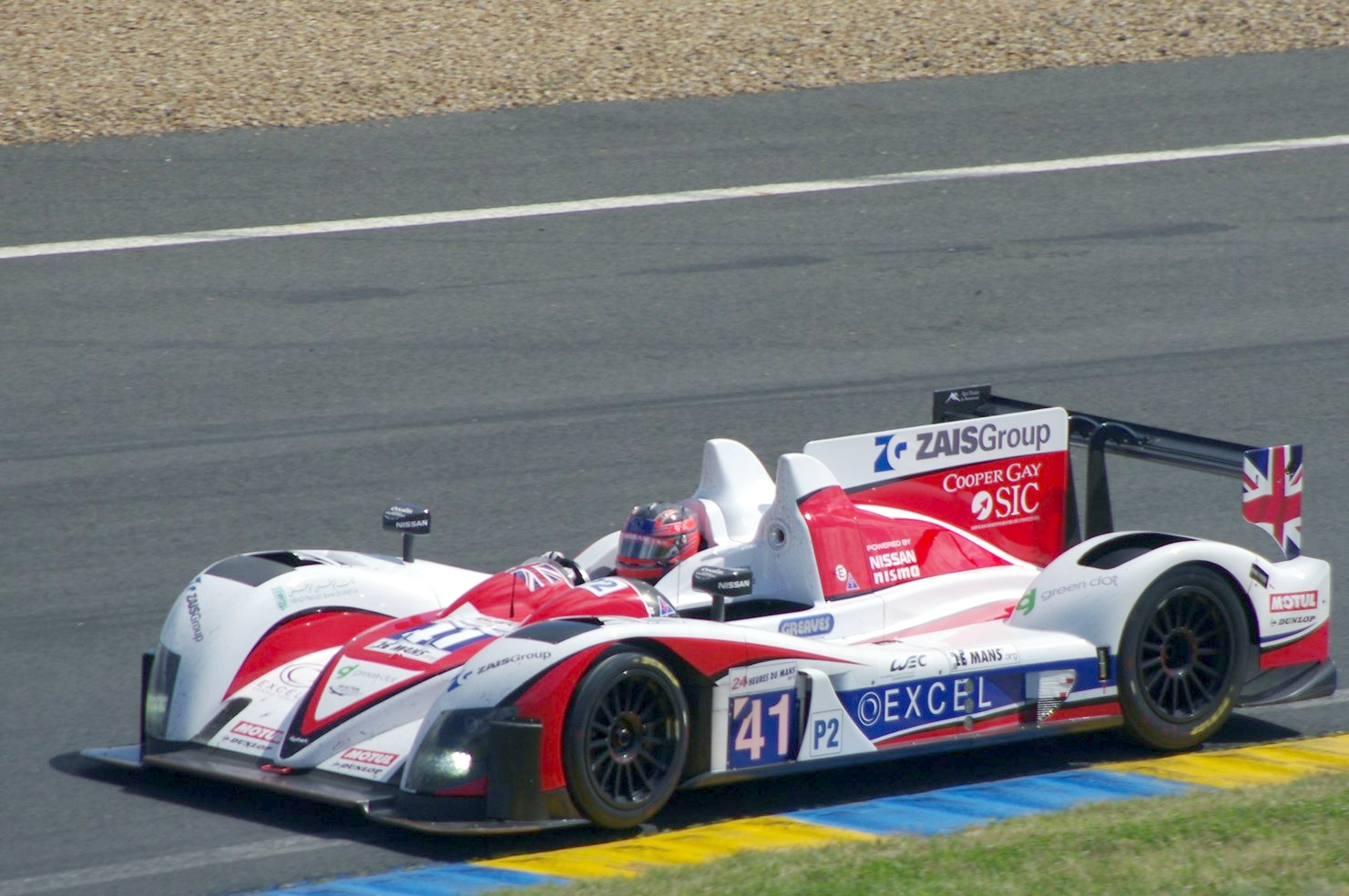
Ricardo González in de 24 uur van Le Mans in 2012.

Ricardo González Valdez (Monterrey, 20 oktober 1977) is een Mexicaans autocoureur. In 2013 won hij de LMP2-klasse van de 24 uur van Le Mans en werd hij kampioen in deze klasse in het FIA World Endurance Championship. González Is de zoon van Roberto González, Sr. die ook autocoureur was en hij heeft een jongere broer Roberto González die eveneens autocoureur is.

## Carrière
González begon zijn autosportcarrière in het karting in 1990, waarin hij tot 1993 actief bleef. Dat jaar won hij de 125cc-klasse in schakelkarts. In 1994 maakte hij de overstap naar het formuleracing, waar hij uitkwam in het Mexicaanse Formule 3-kampioenschap. Hij bleef hier twee jaar rijden.
Na de Formule 3 reed González geen races meer tot 1999, toen hij overstapte naar de Latijns-Amerikaanse versie van de Indy Lights. Hij won vijf races en behaalde vier pole positions, waarmee hij de beste rookie van het jaar werd.
In 2001 maakte González de overstap naar de Formule Chrysler Euroseries, waarin hij naast zijn broer Roberto reed bij het Zwitserse team Alpie Motorsport. Hij eindigde het seizoen als vierde met één podiumplaats op de A1 Ring, terwijl Roberto tweede werd achter kampioen Ricardo van der Ende. In 2003 reed hij enkele races in de World Series by Nissan bij het team Repsol RFS Vergani Racing.
In 2010 keerde González na zeven jaar terug in de autosport om deel te nemen aan de American Le Mans Series (ALMS). Na vier races in de GTC-klasse, maakte hij samen met zijn teamgenoot Luis Díaz de overstap naar de LMPC-klasse voor de laatste vier races van het seizoen. Zij eindigden als zestiende en negende in respectievelijk de GTC- en de LMPC-klassen.
In 2011 reed González voor Core Autosport in de LMPC-klasse van de ALMS naast zijn teamgenoot Gunnar Jeannette. Zij wonnen twee races op het Stratencircuit Long Beach en Mosport Park en werden kampioen in de klasse met 156 punten.
In 2012 maakte González de overstap naar de LMP2-klasse van het nieuwe FIA World Endurance Championship (WEC) bij het team Greaves Motorsport naast Elton Julian en Christian Zugel. In de 24 uur van Le Mans van dat jaar eindigden zij als vijfde in hun klasse en als twaalfde in de race. Uiteindelijk werden zij ook vijfde in het eindklassement van het LMP2-kampioenschap.
In 2013 tekende González een contract bij OAK Racing om deel te nemen aan de LMP2-klasse van het WEC, waar hij de auto deelde met Bertrand Baguette en Martin Plowman. Zij wonnen hun klasse in de 24 uur van Le Mans en behaalden later in het seizoen nog een overwinning op de Fuji Speedway, alhoewel zij voor de laatste overwinning halve punten scoorden omdat de race voortijdig werd gestopt vanwege hevige regenval. Uiteindelijk werden zij met 141,5 punten kampioen in hun klasse.
In 2014 deed González een stap terug en kwam uit in de European Le Mans Series bij het team ART Grand Prix. Hij kwam hierin uit in de GTC-klasse naast Alex Brundle en Karim Ajlani. Met twee vierde plaatsen op het Autodromo Enzo e Dino Ferrari en de Red Bull Ring als beste klasseringen werden zij zevende in het eindklassement.
In 2015 keerde González terug naar het WEC met het Russische team G-Drive Racing, waar hij de auto deelde met Gustavo Yacamán en Pipo Derani. Zij wonnen één race op Spa-Francorchamps en eindigden de 24 uur van Le Mans op de derde plaats. Met podiumplaatsen in elke race waarin zij finishten werden zij derde in de eindstand met 134 punten.
In 2016 reed González in het WEC met zijn eigen team RGR Sport by Morand naast Bruno Senna en Filipe Albuquerque. In de eerste race op Silverstone wist het nieuwe team direct de race te winnen en in de thuisrace op het Autódromo Hermanos Rodríguez werd eveneens gewonnen. Met een zesde plaats in de 24 uur van Le Mans en vijf andere podiumplaatsen gedurende het seizoen sloten zij het kampioenschap af op de tweede plaats met 166 punten.